# Чочуа, Ираклий
Ираклий Чочуа (груз. ირაკლი ჭოჭუა, род.15 сентября 1979) — грузинский борец греко-римского стиля, призёр чемпионатов Европы.

## Биография
Родился в 1979 году в Поти. В 1998 году стал бронзовым призёром первенства Европы среди юниоров. В 1999 году стал чемпионом Европы среди юниоров и серебряным призёром первенства мира среди юниоров. 
Выступая среди взрослых, в 2001 году стал серебряным призёром чемпионата Европы. В 2004 году принял участие в Олимпийских играх в Афинах, где занял 6-е место.